# Kim Gwi-jin
Kim Gwi-jin (koreanisch 김귀진; * 5. Oktober 1945 in Seoul) ist eine ehemalige südkoreanische Eisschnellläuferin.
Kim kam bei den Olympischen Winterspielen 1964 in Innsbruck auf den 27. Platz über 1500 m und auf den 19. Rang über 3000 m. Vier Jahre später belegte sie bei den Olympischen Winterspielen in Grenoble den 27. Platz über 1500 m und auf den 22. Rang über 3000 m. Sie nahm an keiner Weltmeisterschaft teil. Bei der Eröffnungsfeier der Olympischen Winterspiele 2018 war sie als Flaggenträgerin der olympischen Flagge aktiv.

## Persönliche Bestzeiten
| Disziplin | Zeit       | Datum            | Ort      |
| --------- | ---------- | ---------------- | -------- |
| 1500 m    | 2:36,7 min | 10. Februar 1968 | Grenoble |
| 3000 m    | 5:29,5 min | 12. Februar 1968 | Grenoble |